# Titres de la Maison de Rochechouart
Pour les articles homonymes, voir Rochechouart.

Blason de la Maison de Rochechouart : fascé ondé d'argent et de gueules

Issus des vicomtes de Limoges, dont ils ont repris la lignée et le titre à partir de 1661, les vicomtes de Rochechouart,, font leur apparition en 980. C'est à cette date qu'Aimery Ier, deuxième fils de Géraud de Limoges, prend possession du fief de Rochechouart, dans l'actuelle Haute-Vienne. Le titre de vicomte de Rochechouart est ainsi considéré comme l'un des plus anciens de France. Voici les titres portés par les différentes branches de cette famille jusqu'à aujourd'hui.

## Branche initiale

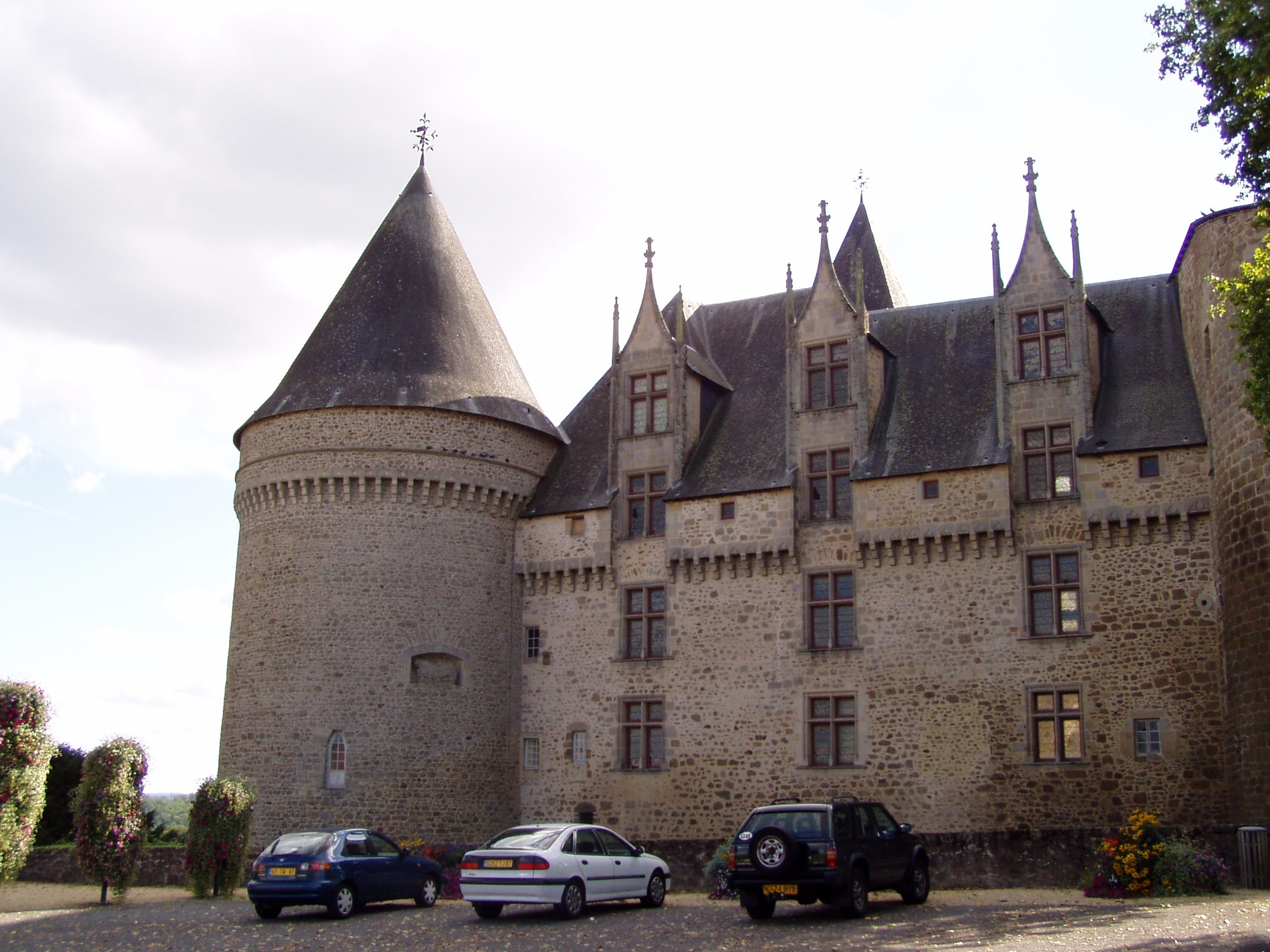
Château de Rochechouart

- Aimery Ier, dit Ostofrancus († vers 1036). Fils de Géraud vicomte de Limoges et de Rothilde. Premier vicomte de Rochechouart en 980. Enfants : Aimery II, Géraud.
- Aimery II († assassiné en 1047). Fils du précédent et d'Ève/Ava (supposée d'Angoulême, fille de Guillaume IV Taillefer et Gerberge d'Anjou, fille de Geoffroi Grisegonelle ?). Enfants : Aimery III, Hildegaire sire de Champagnac (alias de Champagne ou de Champagnat), Rothberge (x Archambaud II de Comborn et de Ventadour).
- Aimery III († vers 1075). Fils du précédent et d'Ermessinde, fille de Foucauld de Champagnac[4],[n 1]. Enfants : Aimery IV, Audibert, Boson, Maurice, Agnès, Valence.
- Aimery IV († vers 1120). Fils du précédent et d'Alpaïs de Salaignac[n 1]. Participa à la première croisade aux côtés de Godefroy de Bouillon. Enfant : Aimery V.
- Aimery V († vers 1170)[n 2]. Fils du précédent (et de Marguerite, dite de Rochechouart par son mariage ?). Participa à la deuxième croisade, entreprise par le roi Louis VII le Jeune en 1145. Enfant : Aimery VI.
- Aimery VI († 1230). Fils du précédent. Enfant : Aimery VII.
- Aimery VII (né vers 1180 - † 1243). Fils du précédent et de Luce de Pérusse[n 1]. Enfants : Aimery VIII, Foucault seigneur de St-Germain (-sur-Vienne alias -de-Confolens ?), Simon (peut-être assimilable à l'archevêque de Bordeaux présenté ci-dessous comme son neveu).
- Aimery VIII (1206-1245). Fils du précédent et d'Alix de Mortemart. Enfants : Aimery IX, et :
  - Guillaume/Guilhem (auteur de la branche de Mortemart) ; Gui seigneur de St-Laurent (-sur-Gorre) ; Simon archevêque de Bordeaux en 1275-80 (selon le site MedLands, Simon de Rochechouart archevêque de Bordeaux est le Simon fils d'Aymeri VII ci-dessus) (il a peut-être d'ailleurs existé au XIIIe siècle deux Simon de Rochechouart, sans qu'on soit sûr de leurs générations respectives : l'archevêque, et un certain Simon d'Availles-fief venu des Mortemart : voir plus bas) ; Aymar seigneur de Chastelus ; Agnès (x Guy VI de La Rochefoucauld) ; Marguerite (x Aymar II d'Archiac).
- Aimery IX († vers 1283/1284 ;1288 ?). Fils du précédent et de Marguerite de Limoges, dame de St-Laurent, fille du vicomte Guy V de Limoges. Participa en 1285 à l'expédition d'Aragon aux côtés du roi  Philippe III le Hardi. Enfants : les vicomtes Aimery X et Simon, et :
  - Foucault évêque de Noyon en 1317-31 et de Bourges en 1331-43 ; Jeanne, Agnès (x le sire d'Analhac : d'où Marguerite, sœur d'Aimery et Perrin d'Analhac, épouse d'(Aimery)-Eschivat (de La Rochefoucauld ?) de Chabanais, frère de Laure II de Chabanais ci-dessous) ; Guy (seigneur de Tonnay-Charente, Salagnac, Peyrusse, Mortemar ; époux de Sibylle de Vivonne, sœur de Jeanne de Vivonne, la femme d'Aimery X) ; Eléonore/Aliénor (x Geoffroy prince de Mortagne et vicomte d'Aulnay : d'où Ponce/Pons ci-dessous) ; Marguerite.
- Aimery X († avant 1280). Fils du précédent et de Jeanne, fille de Geoffroy IV de Tonnay-Charente. Enfants : Aimery XI ; Jeanne (x 1317 son cousin germain Ponce/Pons de Mortagne vicomte d'Aunay : postérité).
- Aimery XI (1271-1306). Fils du précédent et de Jeanne de Vivonne, probable fille de Guillaume de Vivonne des Forz (fils d'Hugues de Vivonne-en et petit-fils de Guillaume) et de Mathilde (Maud) Ferrers, fille de Guillaume IV de Ferrers de Derby (veuve, Mathilde de Ferrers épousa Aimery IX de Rochechouart, veuf de Jeanne de Tonnay-Charente ; Jeanne de Vivonne, quant à elle, était veuve d'Ingram de Percy). Mari de Germasie, fille d'Hélie Rudel Ier de Pons et Bergerac, sans postérité
- Simon († 1316/1318). Fils d'Aimery IX de Rochechouart et de Jeanne, dame de Tonnay-Charente. Chambellan du roi Philippe IV le Bel aux côtés duquel il participa en 1304 à l'expédition de Flandre. Enfants : Jean Ier, et :
  - Jeanne ; Isabeau (x Jean de Chauvigny-Châteauroux de Levroux).
  - et peut-être Aimery-Eschivat de Chabanais, d'où la suite des princes de Chabanais et de Confolens selon Racines&Histoire[5], mais cela est bien peu assuré ; pour le site MedLands[6], Aimery-Eschivat se décompose en deux personnages, Aimery/Aimar et son fils Eschivat : Aimeri de La Roche — possiblement de La Rochefoucauld, plutôt que de Rochechouart ? ; par exemple un fils ou un frère cadet de Guy VI de La Rochefoucauld ?, mais il pourrait aussi être le fils d'un certain Simon de Rochechouart d'Availles : voir plus haut — seigneur de Chabanais, étant le père - d'Eschivat et de - Laure II de Chabanais († vers 1356 ; à distinguer de sa grand-mère Laure de Chabanais, † vers 1316), la propre femme du vicomte Simon de Rochechouart ; Eschivat de Chabanais serait alors non pas le fils du vicomte Simon de Rochechouart, seulement son beau-frère, frère de Laure II de Chabanais.
- Jean Ier († 1356). Fils du précédent et de Laure II de Chabanais-(La Rochefoucauld ? ; † vers 1356). Conseiller et chambellan du roi Philippe VI de Valois, qu'il épaula lors de l'expédition en Flandre de 1328. Tué à la Bataille de Poitiers le 19 septembre 1356 en défendant le roi Jean II le Bon. Enfants : Louis Ier, et :
  - Jean cardinal en 1390 et archevêque de Bordeaux en 1386-90 puis d'Arles en 1390-98 ; Aymeric sénéchal de Limousin et de Saintonge ; Foucaud ; Henriette ; Marie ; et Agnès.
- Louis Ier. Fils du précédent et de Jeanne de Sully dame de Brion (fille du Grand bouteiller Henri IV). Chambellan du roi Charles V le Sage et compagnon d'armes de Bertrand Du Guesclin. Enfants : Jean II, et :
  - Fouques ; Isabeau ; Jean ;
  - de plus : Jean/Louis, seigneur d'Apremont et de Brion [père de Jean/Jacques d'Apremont, lui-même père d'Isabeau d'Apremont et de Brion, aussi dame de Clervaux par sa grand-mère paternelle Jeanne de La Tour-Landry-femme de Jean/Louis, et dame de Beaussais et Galardon dans les Deux-Sèvres (près de Melle et St-Maixent) par sa mère Jeanne de Montfaucon de Bauçay — Beaussais en Poitou plutôt que Bauçay et La Mothe-Baussay en Loudunais — qui épouse Renaud Chabot de La Grève, sire de Jarnac] ; et Jeanne abbesse de La Règle en 1396-1404. Ces deux derniers enfants sont issus du 2e mariage du vicomte Louis avec Isabeau, dame d'Apremont, fille de Guy Ier de Parthenay-Soubise.
- Jean II (1356-1413). Fils du précédent et de 1° Marie Vigier de Treignac et Javerlhac (issue en lignée féminine des Comborn-Treignac). Enfants : Geoffroi, et :
  - Jean (Ier) (auteur de la branche des Seigneurs du Bourdet et de Chandeniers) ; Louis seigneur de Bréviande(s) à Ivoy ; Simon, sire de Maupas, Ivoy et Jars en Berry (x Philippa de Sully, dame de (Sens)-Beaujeu en-Berry ou en-Sancerre) : leur fille Philippe/Philippa de Rochechouart transmet Maupas/Morogues et (Sens)-Beaujeu à son mari Jean du Mesnil-Simon, épousé en 1445, et à leur postérité : cf. Courtenay-La Ferté-Loupière ; Marie, x Louis de Pierre-Buffière ; Jeanne, x Jean de Châtillon-(branche de Porcien), sire de Bouville et Farcheville.
- Geoffroi/Joufré (1375-1440). Fils du précédent et d'Aénor de Mathefelon-Durtal dame d'Azé et d'Entrammes, probablement héritière en Berry d'Ivoy (avec Bréviandes et Malvoisine), Jars et Maupas/Morogues : cf. les articles Sully et Thibaud. Compagnon d'armes de Jeanne d'Arc. Enfants : Foucaud, et :
  - Jeanne (x 1° 1427 Foucauld III de La Rochefoucauld : parents de Jean ; x 2° 1435 Jean Ier de Comborn, d'où Jean II) ; Agnès dame de Javerlhac (x Bernard de Maumont châtelain de Tonnay-Boutonne et sire de St-Crépin : parents de Jean II de Maumont de Tonnay-Boutonne et St-Crépin).
- Foucaud (1411-1472). Fils du précédent et de Marguerite Chenin, dame de Mauzé, fille de Renaud Chenin de Mauzé et de Jeanne d'Angle(s) (fille de Guichard IV d'Angles, dame de Montpipeau et Château-Larcher ; Jeanne se remaria avec Aymeri II de Rochechouart-Mortemart ; Marguerite Chenin était veuve de Guillaume de Rochechouart-Mortemart, fils aîné d'Aimery II et de sa première femme Jeanne d'Archiac). Chambellan du roi Charles VII. Enfant :
- Anne, † 1494 (ou dès 1491), fille d'Isabeau de Surgères (fille de Jacques II Maingot de Surgères de La Flocellière, et de Marie fille de Guillaume VII de Sillé ; Isabeau se remaria veuve avec Guillaume de Pontville, le père de son propre gendre Jean Ier de Pontville-vicomte Jean III de Rochechouart). Elle épouse en août 1470 Jean Ier de Pontville (vicomte Jean III), conseiller-chambellan du roi, sénéchal de Saintonge, capitaine de St-Jean d'Angély, vicomte de Brulhois par achat en 1470, † 1499, du chef de sa femme vicomte de Rochechouart, sgr. de Tonnay-Charente, d'Entrammes, de Mauzé etc., faisant ainsi passer la vicomté dans la famille de Pontville.
- Les vicomtes de Rochechouart de la maison de Rochechouart-Pontville[7],[8],[9] : - Anne de Rochechouart et Jean de Pontville (Jean III comme vicomte de Rochechouart, ou Ier de Rochechouart-Pontville) ont pour fils héritier - François Ier, vicomte de Rochechouart de 1499 à 1523, gouverneur de St-Jean, qui épouse 1° en 1493 Renée, † 1510, fille de Louis d'Anjou-Mézières (lui-même fils de Charles d'Anjou-Maine), d'où le vicomte - Bonaventure, † sans postérité vers 1525 ; et 2° Jacquette de La Rochefoucauld, fille de Louise de Crussol et François Ier de La Rochefoucauld, tante de François III, d'où le vicomte - Claude ci-dessous, et ses sœurs Françoise, dame de Mauzé par don de son frère le vicomte Claude (x 1544 Regnaud de La Touche, sgr. de Kérimel et de Coëtfrec, de Montbert, du Grand-Bois et de La Hunaudaye, d'où Postérité ; en 1581, vente de Mauzé à son neveu le vicomte Louis de Pontville ci-dessous), et :
  - Louise de Rochechouart-Pontville, femme de Guillaume de Jaucourt de Dinteville seigneur des Chenets et de Polisy

Le vicomte François céda Tonnay-Charente le 17 octobre 1511 à son lointain cousin François de Mortemart, qui était aussi son neveu maternel car fils d'Aymeri III de Rochechouart-Mortemart, sénéchal de Saintonge et gouverneur de St-Jean d'Angély, et de Jeanne de Rochechouart-Pontville, dame de Mauzé, Montpipeau et Château-Larcher, la sœur du vicomte François (mariée à Aymeri III en 1494) ; en échange de Tonnay-Charente, le vicomte François de Pontville récupéra Mauzé. Ledit vicomte François fit assassiner en 1512/1513 Pierre de Bermondet de Cromières, président du présidial de Limoges et lieutenant-général de la sénéchaussée de Limoges, ce qui lui valut condamnation, d'où sa fuite à Rome (cf. l'article Rochechouart).
- Claude, vicomte en 1525-1566, lutta contre le calvinisme comme ses descendants ; il se maria en 1535 avec Blanche, fille de Just de Tournon. Leur fille Anne de Rochechouart-Pontville épousa Claude de Châteauvieux et Fromente, sire de Cusance, et - leur fils Louis (II), vicomte en 1566-1604, épouse en 1562/1573 (1569) 1° Louise, † 1575, fille de Jacques de Clérambault de La Plesse et de Claude d'Avaugour du Parc (cf. la notice Pierre Ier de Laval-Lezay pour localiser ces noms), - d'où leur fils Jean (IV ou II), vicomte en 1604-1625, x 1595 Françoise, fille de Louis de Stuer de Caussade et de Diane de Pérusse des Cars de La Vauguyon princesse de Carency
  - un demi-frère cadet de Jean IV, autre Jean, fils du vicomte Louis (x 2° 1579 Madeleine de Bouillé, sœur de René II, fille de René Ier de Bouillé et de Jacqueline d'Estouteville de Créances, cette dernière étant l'arrière-arrière-arrière-petite-fille de Louis d'Estouteville), mari d'Anne de Tiercelin, est la souche des Rochechouart-Pontville seigneurs barons du Bâtiment[n 3], puis vicomtes de Rochechouart avec son arrière-petit-fils François (III) ci-dessous (un frère cadet de ce François, Bertrand du Bâtiment, eut une fille, Louise-Alexandrine, née en 1730 et mariée en 1749 à Armand-Jacques Dupin de Chenonceaux),
- Marie Ire de Rochechouart-Pontville, fille de Jean (IV) et de Françoise d'Estuer de Caussade, vicomtesse en 1625-1666, épouse en 1640 Jean-Hélie marquis de Pompadour (Jean V comme vicomte de Rochechouart, † 1684), - d'où Jean (VI) (Jean-François-Hélie marquis de Pompadour), † 1684 sans postérité ; et ses sœurs :
  - Marie-Françoise-Hélie, † 1726, est marquise de Pompadour et femme de François-Marie marquis de Hautefort,
  - et Marie (II)-Hélie de Pompadour, qui vient :
- Marie (II) de Pompadour (Marie-Hélie) est vicomtesse de Rochechouart, † 1723, x 1674 François III d'Espinay de St-Luc (François II comme vicomte de Rochechouart ; † 1694, fils de François II d'Espinay). - Leur fille Marie (III) Anne Henriette d'Espinay-St-Luc, née vers 1674 et † en 1731, x 1715 son cousin éloigné François (III) de Rochechouart-Pontville, baron du Bâtiment (1676-1742/1744 ; fils de Marie d'Escars de La Renaudie et de Louis-Joseph-Victor de Rochechouart du Bâtiment, > fils de Marie de Mars de Moulinbloc et de Jean de Rochechouart du Bâtiment, > fils d'Anne de Tiercelin et de Jean de Rochechouart du Bâtiment ci-dessus) : sans postérité.
- mais François (III) de Rochechouart-Pontville du Bâtiment, vicomte en 1723-1744, devenu veuf et remarié, poursuit les vicomtes de Rochechouart par ses deuxièmes noces en 1732 avec Marie Geslin, tante de Maurice-Gervais et fille du président au Parlement de Bretagne Gervais (de) Geslin (ou de Saint-Geslin) de Trémargat/Tremelgat en Plélo, d'où :
- Louis (III)-François ou François (IV)-Louis-Marie-Honorine de Rochechouart-Pontville du Bâtiment, vicomte en 1744-1779, x 1757 Marie-Victorine Boucher, dame de Bridiers et de Rhodes (en héritage de sa mère Marguerite-Henriette de La Roche veuve de Jean-Baptiste Boucher ; Marie-Victorine fut guillotinée à Paris, âgée de 48 ans, le 3 floréal an III/22 avril 1794). - Parents d'Armand-Constant, dernier vicomte de Rochechouart, né en 1761, † sans postérité le 27 juin 1832.

## Branche des seigneurs puis ducs de Mortemart
Issue de Guillaume, fils d'Aimery VIII, vicomte de Rochechouart.

## Branche des Seigneurs du Bourdet
- Jean Ier sire du Bourdet, fils de Jean II de Rochechouart et d'Aliénor de Mathefélon-Durtal. Enfants : Geoffroy, Jean (II) (auteur de la Branche des Seigneurs du Chandenier), Jean.
- Geoffroy († 1481). Fils du précédent. Enfants : Jacques, Catherine (x 1473 Louis Ier d'Aubusson-La Feuillade) et Isabelle (x Jean d'Estampes de La Ferté-Imbault).
- Jacques († vers 1501). Fils du précédent et d'Isabeau Brachet dame de Charost et Font-Moreau. Chambellan du roi Charles VIII. Enfants : Guy (mort en 1496 sans enfant), Bonaventure, Renée.
- Bonaventure (1484-1508). Fils du précédent et de Louise d'Aubusson du Monteil (1° femme de Jacques, épousée en 1473 ; Jacques épousa 2° en 1494 Anne de La Trémoïlle). Épouse en 1505 Marguerite, fille de François d'Azay d'Entraigues, Sans postérité.
- Renée († 1522), sœur du précédent, femme en 1496 de Mery Acarie de Crazannes, d'où la suite des sires du Bourdet[10].

## Branche des Seigneurs de Chandeniers
Château de la Mothe-Chandeniers
- Jean (II) († 1473/1484). Fils cadet de Jean (Ier) de Rochechouart du Bourdet (voir plus haut). Seigneur de Chandeniers/La Motte-Beauçay/Baussay, Jars, Ivoy, Bréviande et La Malvoisine, Chambellan du roi Louis XI. Enfants : François, Marguerite (qui épouserait 1° Jean Cléret, et 2° Pierre Foucault, d'où Pierre Foucault de La Salle, père lui-même de Marguerite Foucault, la femme de Gabriel de Beauvau du Rivau ?), Catherine, Adrien, Anne, et :
  - Jean (III), auteur de la branche actuelle ; seigneur de Jars, et de Bréviande(s) à Ivoy ; † 1498, x 1494 Anne de Chevenon de Bigny d'Ainay ; autres fiefs acquis par sa branche : Châtillon-Le-Roi, Montmerault, La Brosse, Montigny, Nancray (Nancray ?), Loury, Marseille en Pisseleu...
- François Ier (1450-1530). Fils du précédent et d'Anne de Chaunay, † 1477, dame de Javarzay et Champdeniers, elle-même fille de François de Chaunay et de Catherine de La Rochefoucauld, fille du baron Guy VIII de La Rochefoucauld. Nommé gouverneur de la ville de Gênes par le roi Louis XII. Enfants : Christophe, François, Adrien, Jacques, Anne, Madeleine, Jeanne dame d'Ivoy et La Malvoisine (x 1512 Georges de Damas de Marcilly), Hélène, Marguerite, Jeanne, Françoise, et :
  - Antoine (1486-1549), auteur de la branche des seigneurs de Faudoas par son mariage en 1517 avec Catherine dame de Faudoas, Plieux, Gramat et Loubressac, Barbazan, Montegut, fille de Béraud IV de Faudoas ; il était seigneur de St-Amand par sa mère Blanche d'Aumont ; Antoine et Catherine de Faudoas eurent entre autres enfants : Jacques, baron de Faudoas, qui épouse Marie Isalguier de Clermont en 1564 ; Charles, baron de St-Amand, x 3° Françoise de Maricourt, d'où Marie-Claude qui épouse Léonor Chabot de Jarnac, et Charlotte qui marie Gilles du Breuil de Théon : d'où la suite des barons de St-Amand en Puisaye) ; Jean-Georges, seigneur de Plieux ; Madeleine, femme en 1544 de Paul de Foix-Rabat ; et :
    - Françoise de Rochechouart, qui épouse en 1542 Louis Ier du Plessis de Richelieu : ils sont les parents de François IV et les grands-parents du célèbre cardinal Armand-Jean de Richelieu ;
- Christophe Ier (1486-1549), seigneur de Chandeniers et Javarzay. Fils du précédent et de Blanche d'Aumont, † 1530, fille de Jacques Ier d'Aumont et de Catherine d'Etrabonne. Enfants : René, Claude, François, Gabrielle dame de Blaisy (x François Pot de Chassingrimont, † 1569), et :
  - Philippe Ier de Rochechouart († 1587), sire de St-Péreuse et Marigny, baron de Couches, x 1558 Françoise, fille de Jacques de Montboissier-Canillac et de sa deuxième femme Charlotte de Vienne-Ruffey-Chevreaux-Commarin-d'Antigny : parents de Philippe II, † 1631 sans postérité, baron de Couches qu'il laisse à son petit-cousin Anne Pot, † vers 1637/1641, qui était le fils de Christophe Pot († 1614) et le petit-fils de François Pot de Chassingrimont († 1569) et de Gabrielle de Rochechouart dame de Blaisy ci-dessus ; Anne Pot fut père d'Henri-Anne Pot-de-Rochechouart († 1663), dont la fille Christine-Charlotte dame de Couches († 1735) épousa Jean-Nicolas de Fuligny-Damas : d'où les Fuligny-Damas comtes de Rochechouart éteints en 1802.
- René (1511-† 1552 au siège de Metz), baron de Couches. Fils du précédent et de Suzanne/Claude de Blaisy, † 1525, fille de Charles de Blézy/Blaisy baron de Couches et de Louise de La Tour d'Auvergne, dernière fille du comte d'Auvergne Bertrand VI.
- Claude († 1557), frère du précédent, fils de Christophe Ier de Rochechouart et de Suzanne de Blézy. Tué à la bataille de Saint-Quentin, le 11 août 1557. Enfants : Christophe, Louis, Antoinette, Perronnelle, Françoise, Françoise la Jeune, Antoinette, Philippe († 1593, seigneur de La Motte-Beauçay/La Mothe-Chandeniers, Cessey et Arc-sur-Tille).
- Christophe II (1546-1569). Fils du précédent et de Jacqueline de Bauldot de Mailly (fille de Lazare de Bauldot seigneur de Cessey-sur-Tille, et de Madeleine de Vienne de Clairvans, fille de Philippe de Vienne — † 1519, arrière-petit-fils de l'amiral de Vienne — et de Catherine de La Guiche ; veuve, Madeleine de Vienne fut la deuxième femme, sans postérité, de Christophe Ier de Rochechouart, veuf lui-même de Suzanne/Claude de Blaisy). Tué à la bataille de Jarnac où il combattit en 1569 aux côtés du roi Henri III.
- Louis (1550-1590), baron de Chandeniers et sire de La Roche-Rabasté. Frère du précédent, fils de Claude de Rochechouart et de Jacqueline de Bauldot. Enfants : Jean-Louis, Anne.
- Jean-Louis Ier (1582-1635), comte de Chandeniers, baron de La Tour d'Auvergne en héritage de son arrière-arrière-grand-mère Louise d'Auvergne ci-dessus (ses droits sont reconnus en 1617, 1620 et 1630). Fils du précédent et de Marie-Sylvie, fille de Charles comte de La Rochefoucauld-Randan, petite-fille de François II et nièce de François III de La Rochefoucauld. Il participe en 1627 au siège de La Rochelle commandé par le cardinal de Richelieu. Enfants : François (Jean-Louis), Charles (1612-1653 ; abbé de Tournus en 1630-1646, et de l'Aumône en 1628), Louis († 1660, abbé de Tournus en 1646-1660, de l'Aumône, et de Saint-Jean-de-Réome en 1645-1660), Jean-Hélie, Claude-Charles (né vers 1620-† 1710 ; abbé), Marie, Louise, Henriette, Catherine.
- François II (ou Jean-Louis II) (1611-1696). Fils du précédent et de Louise de Montbéron († 1654), fille de Louis de Montb(e)ron de Fontaines-Chalendray. Conseiller du roi Louis XIII. En 1661, Louis XIV lui accorde le droit, ainsi qu'à ses enfants, de porter le titre de comte de Limoges, en tant que descendant direct, par lignée masculine, de Hildebert de Limoges, premier vicomte de Limoges en 876. Enfant (de sa femme Marie Loup de Bellenaves et Montfand) : Charles-François (né en 1649-mort en 1678, sans enfant, marquis de Bellenaves et comte de Limoges).
- Claude-Charles († 1710). Fils de Jean-Louis de Rochechouart et de Louise de Montberon, abbé de Moustiers-Saint-Jean/Saint-Jean-de-Réome en 1655-1710, et de l'Aumône en 1655).

## Branche des Seigneurs deFaudoas

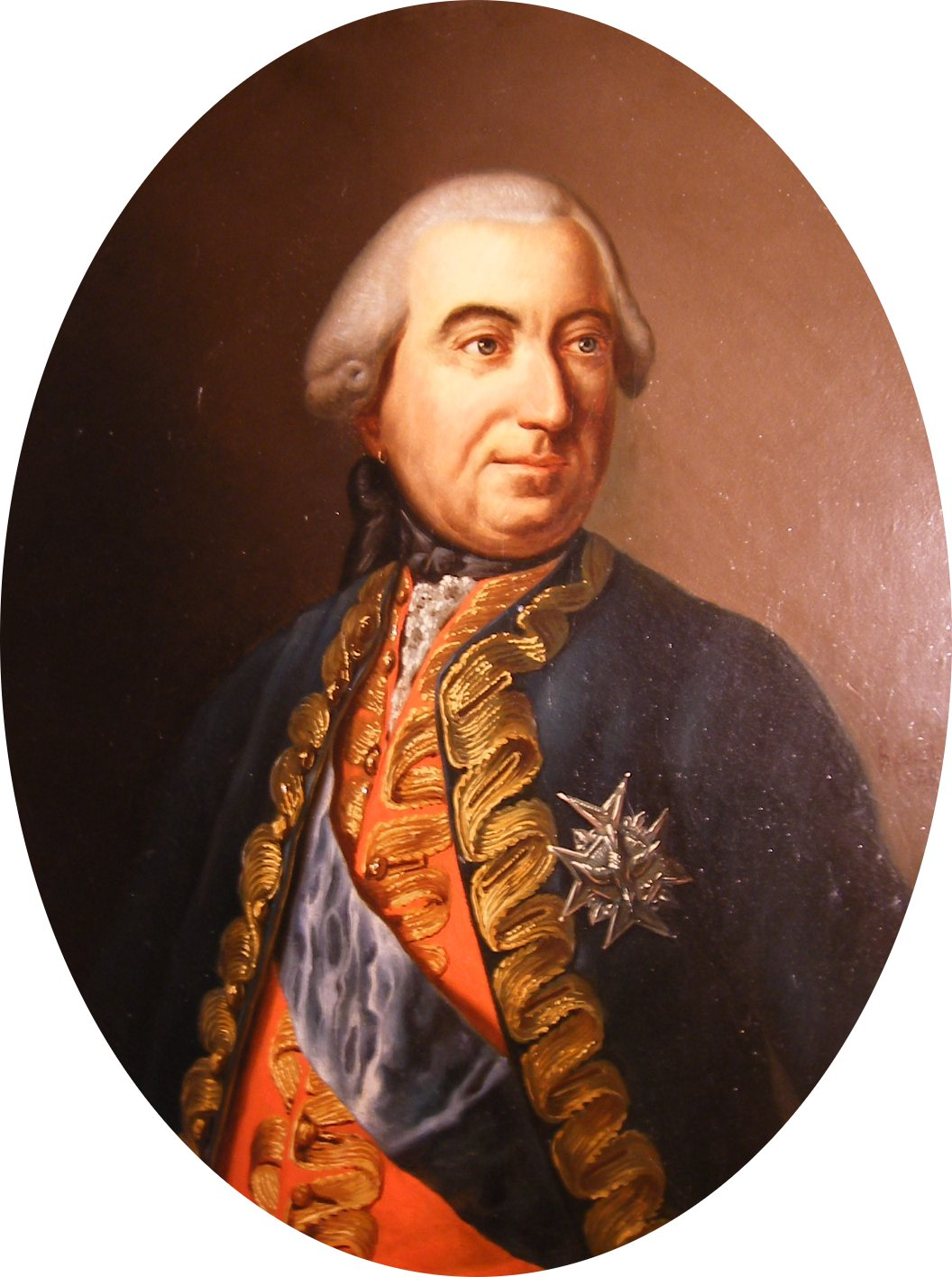
Jean-Louis de Rochechouart

- Jacques, baron de Faudoas, époux en 1564 de Marie Isalguier de Clermont (voir ci-dessus), d'où :
  - Jean-Louis de Rochechouart-Faudoas, baron de Clermont et vicomte de Soulan, x 1599 Jeanne de Béon de Massès (voir plus bas), et :
- Henri, baron de Faudoas et Barbazan († 1588), fils aîné de Jacques, x 1581 Suzanne de Monluc, d'où :
  - Jean-Louis, sgr. de Barbazan, x Marguerite de Roquefort d'Arignac, dame d'Isle (La Hille) et Montegut : Parents de Marie d'Arignac et Barbazan († 1698), qui épouse en 1644 son cousin Jean-Phœbus de Faudoas ; et :
- Pierre-Béraud, fils aîné d'Henri et Suzanne de Monluc ; x 1581 Henriette, fille de Georges de Foix-Rabat : Parents de Jean-Roger († 1686), comte de Barbazan, x 2° Constance, fille d'Anne(t) de Villemur-Pailhès et Marie-Andrée-Catherine de Comminges-Péguilhan ; et de :
- Jean-Phœbus († 1683), marquis de Faudoas, fils du précédent ; x 1644 sa cousine Marie de Rochechouart d'Arignac et Barbazan. Parents de Jean-Jacques, sgr. d'Isle et Montegut, et de deux marquis de Faudoas :
- Jean-Roger († 1692), marquis de Faudoas, fils aîné du précédent ; père de :
  - Jean-Paul († 1696), marquis de Faudoas, x 1696 Françoise de Chabannes-Curton
- Jean-Louis, marquis de Faudoas, frère et oncle des précédents, x 1716 Marie, fille de François-Roger III de Comminges vicomte de Bruniquel, d'où François-Charles (né en 1717). Extinction des mâles de cette branche.
- (Jean-Louis, baron de Clermont, vicomte de Soulan, et sa femme Jeanne de Béon ci-dessus) ont pour fils :
- Jean-François († 1659), x 1640 Jeanne, fille d'Henri de Foix-Rabat, d'où :
- Jean-Joseph-Gaston, x 1666 Marie de Montesquieu-Coustaussa de Solages.
- Charles (1672/1681-1746). Sa baronnie de Clermont est érigée en comté. Fils de Jean-Joseph et de Marie de Montesquieu-Coustaussa de Solages. Enfants : François-Charles, Marie-Anne, François-Claude, Jean-Louis, Jean-François-Joseph (évêque de Laon en 1741-1777, cardinal), Pierre-Paul, Joseph, Gaston, Roger, Alexandre, Jean-Louis Roger.
- François-Charles (1703-1784). Il hérite du comté de Faudoas. Fils du précédent et de Françoise de Montesquieu de Latour-de-France (mariés en 1702). Enfants : Gabriel-Charles (mort en 1734), Antoine-Charles (mort en 1737), Diane-Adélaïde, Zéphyrine-Félicité († 1773 ; x 1755 Jacques de Damas d'Antigny), Charlotte-Gabrielle, Aimery-Louis-Roger.
- Aimery-Louis-Roger (1744-1791), comte de Faudoas. Fils du précédent et de Marie-Françoise (de Brienne) de Conflans d'Armentières (mariés en 1728), sœur du maréchal Louis. Il vend en 1786 la baronnie de Clermont, et le 16 août 1788 la vicomté de Soulan. Maréchal de camp et député aux États généraux de 1789, où il se prononce publiquement en faveur de la fusion des trois ordres (noblesse, clergé, tiers-état). Il fait partie des sept premiers députés de la noblesse qui se rallièrent au Tiers-État et devient député de la Constituante. Enfants : Madeleine-Mélanie-Henriette-Charlotte (1765-1790 ; x 1781 Louis-Marie-Céleste duc d'Aumont), Rosalie, duchesse de Richelieu, Constance (x Paul-Antoine-Maximilien-Casimir de Quélen prince de Carency).

## Branche aînée actuelle de la maison de Rochechouart

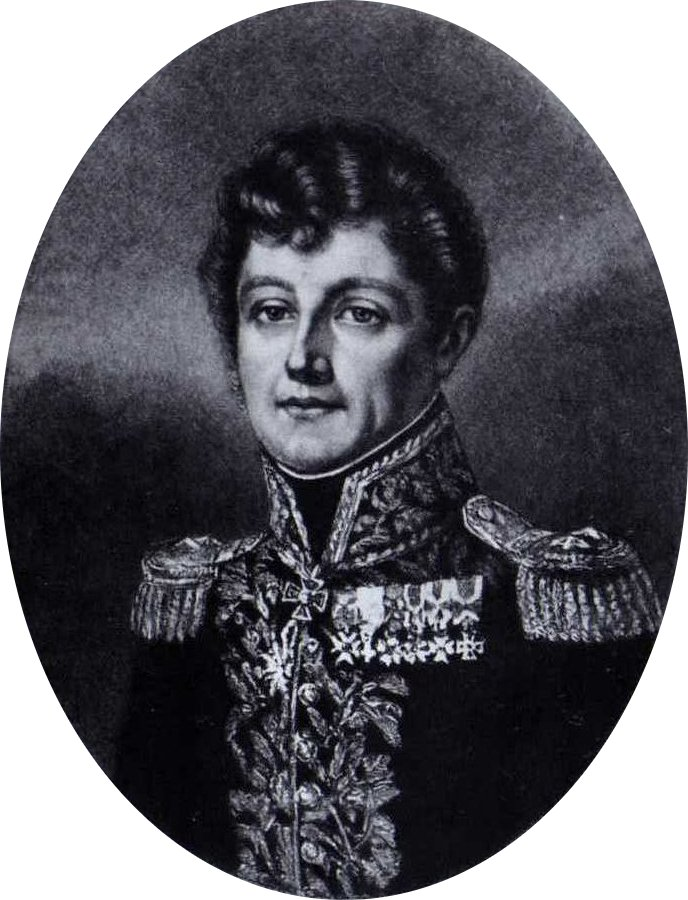
Louis-Victor de Rochechouart

- Jules (Louis-Pierre-Jules-César) (1755-1802). Fils de Joseph-Louis de Rochechouart sire de La Brosse et de La Saussaye [né en 1722, à la 7e génération après Jean de Rochechouart et Anne de Bigny d'Ainay ci-dessus : < parents de Guillaume (1497-1568), sgr. de Jars et Bréviande(s), x Louise d'Autry dame de La Brosse et de Châtillon-le-Roi (elle pourrait aussi apporter Nancray et Montigny, également situés en Beauce ou Gâtinais pithiverais ?) < François Ier (1526-1576), x 1° 1565 Antoinette, fille d'Antoine de Pisseleu ― fils puîné de Jean II de Pisseleu et de la capétienne Jeanne, fille de Robert de Dreux d’Esneval : cf. Heilly ― dame de Marseille (d'où François II (1556-1596), père de Gabriel (1580-1649) : extinction de ce rameau), et 2° 1568 Anne de Bérulle (1540-1603 ; tante de Pierre ; dame de Nancray : Nancray ? du chef de son mari ? par ailleurs il existe aussi Nancray à Jars), d'où < Louis Ier (1569-1627) sgr. de La Brosse, Nancray et Montigny, x 1595 Catherine, fille de Michel de Castelnau < Louis II (1601-1652), x 1628 Louise Lamy de Loury < Isaac-Louis (1632-1683) sgr. de Loury et Montigny (Postérité), et Joseph (1645-1710) sgr. de La Brosse et de La Saussaye (à Chilleurs ?), x 1687 Marie-Madeleine de Valenciennes, d'où < Louis-Joseph (1689-1734), x 1721 Marie-Jeanne Le Vasseur < Joseph-Louis < notre Jules] et de Marie-Elizabeth de Daldar (d'Aldart, Dundas) de Melleville, dame de La Salle-Mareau et Montpoulin ; chevalier de l'Ordre royal et militaire de Saint-Louis. Enfants : Louis-Pierre-François-Victor († 1802), Louis-Philippe-Auguste († 1787), Louis-François, Marie-Louise-Cornélie (morte d'épuisement en 1794), Louis-Victor-Léon, Félix-Maximilien.
- Louis-François (1782-1814). Fils du précédent et de Elisabeth-Armide Durey de Morsan. Tué à la bataille de Brienne, lors de la campagne de France.
- Louis-Victor-Léon (1788-1858), Frère du précédent, fils de Jules de Rochechouart et de Élisabeth-Armide Durey de Morsan. Émigré sous la Révolution et l'Empire, il s'engage dans l'armée russe et participe aux campagnes de Russie, d'Allemagne et de France lors des guerres napoléoniennes. En 1813, il est décoré de l'ordre de Saint-Georges de 4e classe. Lors de la prise de Paris par les alliés, le tsar Alexandre le nomme gouverneur militaire de Paris, poste qu'il conserve sous la Restauration en réintégrant l'armée française sous le roi Louis XVIII qui le nomme maréchal de camp. Comte de Rochechouart, commandeur de la Légion d'honneur et officier de l'Ordre royal et militaire de Saint-Louis, il épouse Élisabeth Ouvrard, fille du banquier Gabriel-Julien Ouvrard. Il est l'auteur de Souvenirs sur la Révolution et l'Empire et d'un ouvrage remarquable sur sa maison. Enfants : Madeleine, Valentine, Louis-Aimery, Louis-Jules.
- Louis-Aimery (1829-1897). Fils du précédent et d’Élisabeth Ouvrard. Officier de l'Ordre de Pie IX. Enfants : Madeleine, Marguerite, Aimery, Géraud.
- Aimery (1862-1942). Fils du précédent et de Marie de La Rochejaquelein. Chevalier de la Légion d'Honneur. Enfants : Antoine, Élisabeth.
- Antoine (1901-1968). Fils du précédent et d'Yvonne de Bruc de Malestroit. Enfants : Guy, Alain (comte de Rochechouart 1926-2018), Charles-Louis (comte de Rochechouart).
- Guy (1925-1980). Fils du précédent et de Charlotte Lepic (fille du 4e comte Lepic). Enfants : Aimery, Nathalie.
- Aimery (1950-2024[11]). Fils du précédent et de Marie-Odette Le Loup de Sancy. Enfants : Thomas, Louise (née en 1988), Alice (née en 1989).
- Thomas (1977[12]). Fils du précédent et de Nathalie Fritel. Enfant : Yemaya (née en 2003).